# Schweitenkirchen
Schweitenkirchen é um município da Alemanha, no distrito de Pfaffenhofen, na região administrativa de Oberbayern , estado de Baviera.